# Apanage

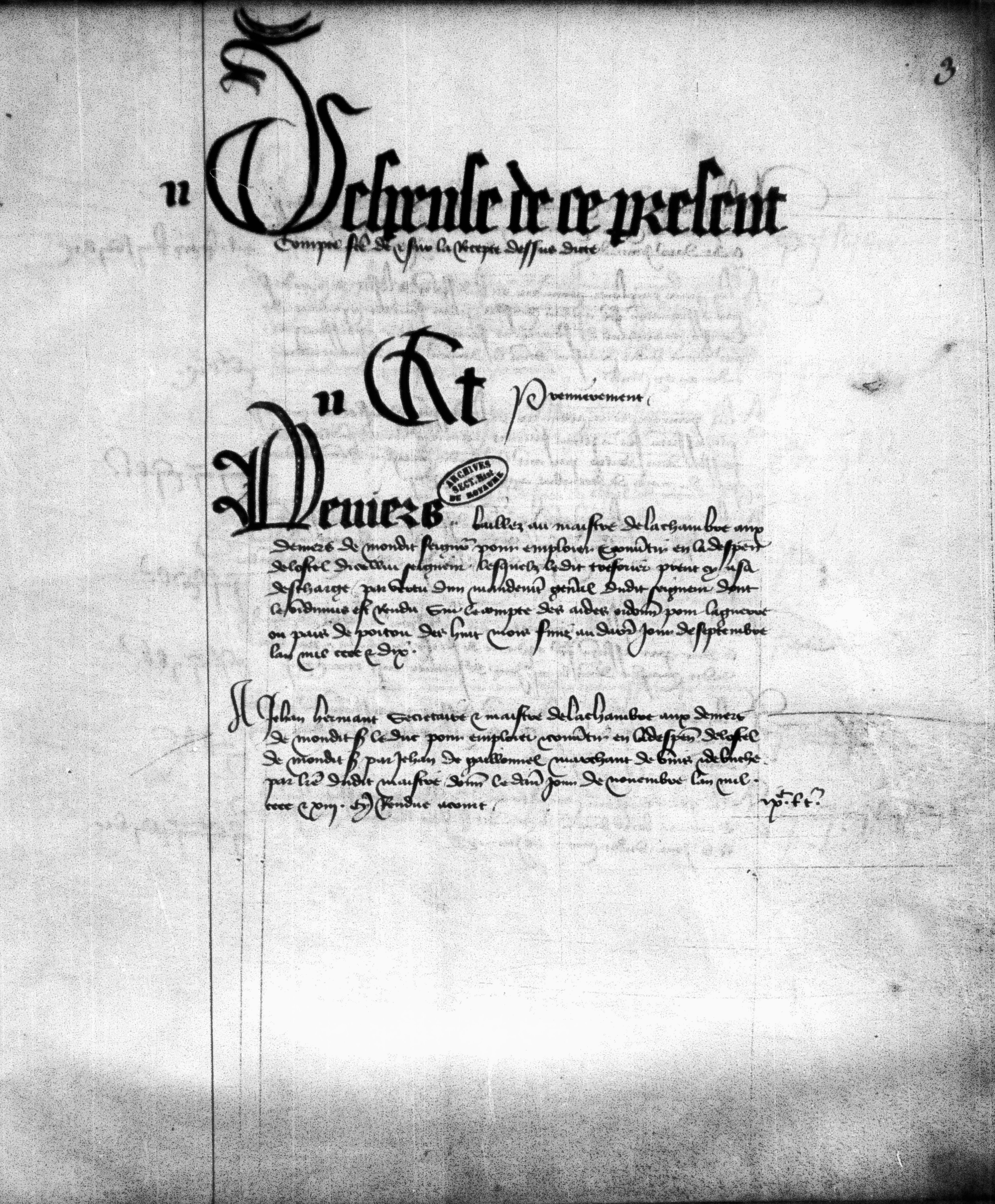
Comptes du Trésor de Jean, duc de Berry (1413-1414) aux Archives Nationales (microfilm).

Un apanage est une concession de fief, pris sur un domaine seigneurial, faite par un seigneur ou un souverain régnant, à ses enfants, principalement aux fils et filles puînés exclus de sa succession. Le mot apanage vient du latin médiéval apanagium
,
lui-même formé des mots « ad panem », « pour le pain ».
Le système de l’apanage s'est développé en France dès le XIIIe siècle, puis la fin du Moyen Âge et l'affirmation de l'autorité exclusive de l’État royal sur le territoire ont étés les causes de son effacement.
Il influence fortement la construction territoriale, expliquant le blason de plusieurs provinces.[pas clair] L'apanage de Bourgogne est aussi à l'origine des trois États actuels du Bénélux (Belgique, Luxembourg et Pays-Bas), par l'action de ses ducs favorisée par leur position à la cour des rois de France[réf. nécessaire].

## Évolution historique

### Les origines
Par l'apanage, le souverain concède un fief à ses enfants.
Quand meurt le souverain, ses droits sur ces fiefs ne passent donc pas à son fils aîné, alors même qu'il  devient roi. Les apanages ont été considérés[Par qui ?] comme la part d'héritage transmise aux jeunes fils et à certaines filles, évitant ainsi leurs révoltes éventuelles, sans affaiblir le royaume.
La coutume franque prévoyait que les fils survivants se partagent en parts égales les biens du défunt, et en particulier le territoire familial. De tels partages ont eu lieu sous les Mérovingiens et les Carolingiens. Citons par exemple la mort de Clovis en 511, et le traité de Verdun en 843.
Le système de l'apanage vise à éviter le démembrement du royaume et les guerres et luttes entre héritiers, qui ont plusieurs fois suivi de tels partages. Le système de l'apanage détourne les fils puînés de prétentions sur la couronne et garantit l’unité du domaine royal.
Henri Ier de France est le premier roi à y recourir, en 1032 (il donne alors la Bourgogne à son frère Robert Ier, dont les descendants conserve le duché jusqu'à la mort en 1361 de son dernier descendant, Philippe de Rouvres.) Louis VIII et Louis IX créent aussi des apanages. Le roi qui a le plus recours à la création de puissants apanages pour ses fils est Jean II le Bon dont le plus jeune fils, Philippe II de Bourgogne dit Philippe le Hardi, fonde ainsi la maison des Valois de Bourgogne en 1363.

### AuxXIVeetXVesiècles: un mode de gouvernement
Le succès du système des apanages dans les derniers siècles du Moyen Âge tient aussi au fait qu'ils constituent un moyen de faciliter le gouvernement du royaume. L'octroi en apanage d'un fief récemment soumis permet une intégration progressive au domaine royal : pendant le temps que règne la nouvelle dynastie princière, le territoire conserve une certaine autonomie, mais son retour à la couronne est garanti par les clauses de réversion en cas d'extinction de la lignée. 
Autre avantage : l'administration des terres concédées est à la charge de l'apanagiste et la couronne est déchargée des frais de cette gestion. Pour autant, les princes apanagés ont tout intérêt à bien gérer leurs domaines et développent souvent un système de gouvernement efficace au sein de leur principauté. Des régions entières du royaume sont ainsi dotées d'institutions efficaces sans investissement de la couronne. Lors des réunions au domaine, ces institutions sont souvent conservées. 
Les ducs de Bourbon ont été ainsi de solides soutiens de l'autorité royale. Ils se sont mis pendant des siècles au service de la politique royale et constituent par donations royales et alliances personnelles une importante principauté. C'est la rupture de cette alliance[Laquelle ?] par François Ier qui pousse Charles III de Bourbon à la trahison et provoque la mise sous séquestre en 1527 du dernier grand apanage, qui est intégré au domaine royal sans exprimer dans les années qui suivent ce rattachement une quelconque velléité de rébellion.
Ce mode de gouvernement a cependant un inconvénient : les apanagistes peuvent avoir tendance à se comporter comme des princes souverains et à tenter de s'affranchir de l'autorité royale. C'est le cas des ducs de Bourgogne et d'Anjou qui mènent leur propre politique à un niveau européen. C'est pourquoi certains rois, notamment Louis XI, neutralisent les lignées les plus puissantes de princes apanagistes : 
- les Orléans en 1476 en obligeant Louis d'Orléans, futur Louis XII, à épouser la fille du roi Louis XI, Jeanne, difforme, boiteuse et réputée stérile,
- les Bourgogne en 1477 en refusant la successibilité de Marie de Bourgogne,
- les Anjou en 1480 en favorisant le fragile Charles du Maine au détriment de René II de Lorraine.

### Les apanages à l'époque moderne
L'époque moderne est marquée par l'extinction de nombreux apanages. La plupart disparaissent à la fin du XVe siècle avec la disparition de la plupart des lignées entre 1477 et 1527. Par ailleurs, plusieurs apanages sont résorbés par l'accession de leurs titulaires à la couronne : 
- le duché d'Orléans et le comté de Blois en 1498, avec Louis XII
- le comté d'Angoulême et le duché de Valois en 1515 avec François Ier
- le duché de Vendôme en 1589 avec Henri IV

Depuis Charles V, par ailleurs, l'octroi de titres aux fils de France ne correspond plus forcément à un apanage effectif. Ainsi, le duc d'Anjou, petit-fils de Louis XIV, n'a jamais possédé l'Anjou et n'a jamais reçu un quelconque revenu de cette province. Le roi attend alors que le prince atteigne l'âge adulte avant de procéder pour lui à une véritable constitution d'apanage. Par ailleurs, le prince n'a pas d'autorité réelle sur le fief donné en apanage. Les officiers qui y prélèvent l'impôt et rendent la justice sont des officiers royaux et non des employés du prince apanagé. 
Dans ces conditions, seulement sept apanages ont été constitués de 1515 à 1789 pour des cadets de la maison royale. En revanche, le système est régulièrement employé pour fournir des revenus à des femmes de la famille royale : épouses, mères ou filles de roi qui n'ont pas le statut de reine. Louis XII constitue ainsi le duché de Berry en apanage pour sa première femme, Jeanne de France, lorsqu'il la répudie en 1498. Il servira régulièrement de douaire ou d'apanage pour des reines ou des filles de France. De même, François Ier donne à sa mère le duché d'Angoulême en montant sur le trône en 1515, puis le duché de Touraine en 1525. Il s'agit ici d'assurer à celle qui n'est que la douairière d'Angoulême, et pas la reine-mère, des revenus dignes d'une mère de roi. Ce même duché de Touraine est ensuite constitué en apanage pour la seconde épouse du roi, Éléonore de Habsbourg, au titre de son douaire, à la mort du roi en 1547. 
Dès le début de la Révolution, l'Assemblée nationale introduit le concept de « Liste civile » le 7 octobre 1789 sur le modèle de la monarchie anglaise, à laquelle a été ajoutée en 1791 une « dotation immobilière de la Couronne ». La loi du 22 novembre 1790 indique dans article 16 : « il ne sera concédé, à l'avenir, aucun apanage réel ; les fils puînés de France seront élevés et entretenus aux dépens de la liste civile, jusqu'à ce qu'ils se marient, ou qu'ils aient atteint l'âge de 25 ans accomplis : alors, il leur sera assigné sur le trésor royal des rentes apanagères, dont la quotité sera déterminée à chaque époque par la législature en activité ». La loi du 21 décembre 1790 a fixé le taux des rentes apanagères dont devaient jouir les princes de la maison régnante. Elles ont été supprimées par la loi du 24 septembre 1792, après la proclamation de la Première République française.
Napoléon Bonaparte rétablit la liste civile et la dotation immobilière de la Couronne, dispositions qui sont conservées par le roi Louis XVIII. Charles X a rétabli l'apanage de la Maison d'Orléans. Le dernier des apanages, l'Orléanais, est réincorporé à la couronne de la France quand le duc d'Orléans, Louis-Philippe Ier, devient roi des Français en 1830.

## Les principales créations d'apanages

### Sous lesCapétiens directs
- En 1032, Henri Ier donne à son frère Robert Ier le duché de Bourgogne.
- En 1152, Louis VI le Gros concède le comté de Dreux à son fils Robert, dont la descendance directe s'éteint en 1355 ; du petit fils de Robert Pierre Mauclerc descendent les ducs de Bretagne à compter de Jean Ier.
- Philippe Auguste donne à son fils Philippe Hurepel (sans postérité) le comté de Clermont puis les comtés de Mortain et d'Aumale.
- Louis VIII Le Lion accorde en 1225 : 
  - le comté d'Artois à Robert,
  - le comté de Poitiers, la Saintonge et le Comté d'Auvergne à Alphonse (réunis au domaine royal à la mort de celui-ci en 1271),
  - le comté d'Anjou à Charles d'Anjou, fondateur de la première maison d'Anjou, dont les membres régneront sur les royaumes de Sicile et Hongrie.
- Louis IX concède :
  - le comté de Valois à Jean-Tristan (sans postérité) et le comté d'Alençon à Pierre (sans postérité),
  - le comté de Clermont à Robert, qui épouse Béatrice de Bourbon: leur fils Louis échangera Clermont contre le Comté de la Marche et sera le premier duc de Bourbon.
- Philippe le Hardi dote :
  - Charles du comté de Valois,
  - Louis du comté d'Évreux : son fils Philippe deviendra roi de Navarre par son mariage avec Jeanne de France.
- Philippe Le Bel donne en 1314 :
  - le comté de Poitiers à son fils Philippe Le Long, roi en 1316,
  - le comté de la Marche à son fils Charles Charles Le Bel, roi en 1322.

### Sous lesValois
- Philippe VI crée le duché d'Orléans en 1344 pour son fils Philippe. Il lui donne également le comté de Valois.
- Jean II le Bon, à son départ en Angleterre, en 1360 donne :
  - le duché d'Anjou et le comté du Maine à son second fils Louis,
  - les duchés de Berry et d'Auvergne et le comté de Poitiers à son troisième fils Jean,
  - le comté de Tours à Philippe le Hardi. Il rétrocède cette terre en 1363 en échange du duché de Bourgogne, octroyé en pleine possession et non sous forme d'apanage. La Touraine, érigée en duché est transportée au dauphin Charles.
  - en 1361, il donne également à sa fille Isabelle le comté de Vertus
- Charles VI accorde :
  - à son frère Louis le duché de Touraine, ainsi que les comtés de Valois et Beaumont en 1386, puis le duché d'Orléans et le comté d'Angoulême en 1392. Il reçoit encore en augmentation d'apanage le comté de Périgord (1399) et le duché de Guyenne (1400), quoique cette province soit alors possession du roi d'Angleterre. Le Périgord sera saisi à son fils Charles Ier d'Orléans pendant sa captivité en Angleterre.
  - à son oncle Jean de Berry, le duché de Touraine, pris sur l'apanage de son frère Louis d'Orléans (1401).
- Louis XI cède à son frère Charles : 
  - le duché de Berry en 1461,
  - le duché de Normandie ainsi que les comtés de Mortain et Longueville en 1465 en échange du Berry,
  - le duché de Guyenne et les comtés de Périgord, Quercy, Aunis et Saintonge, en échange de la Normandie en 1469.
- Louis XII créée deux apanages en montant sur le trône en 1498 :
  - le duché de Valois, au profit de son neveu François d'Angoulême,
  - le duché de Berry au profit de son ex-femme, Jeanne de France.
- François Ier titre ses deux fils cadets, Henri, duc d'Orléans et Charles, duc d'Angoulême, sans jouissance des apanages. Ce dernier reçoit en outre, le 12 juin 1540, les duchés d'Orléans, d'Angoulême et de Châtellerault, ainsi que les comtés de la Marche et de Clermont constitués en apanage effectif. Le 5 février 1543, Il reçoit en outre le duché de Bourbon en augmentation.
- Charles IX constitue en apanage le 8 février 1566 :
  - les duchés d'Anjou et de Bourbon, ainsi que le comté de Forez pour son frère Henri. Il reçoit également en augmentation d'apanage le duché d'Auvergne (17 août 1569), les comtés de la Marche et de Quercy ainsi que le Rouergue (septembre 1570),
  - les duchés d'Alençon, de Château-Thierry et de Châtillon pour son frère François. Il reçoit également en augmentation les comtés de Dreux et d'Évreux (1569), diverses terres en Normandie (1570) puis les comtés de Maine et de Meaux (1573).
- Henri III accorde : 
  - en 1576, l'augmentation de l'apanage de son frère François par le comté de Montfort l'Amaury (1573), ainsi que les duchés d'Anjou, de Berry et de Touraine,
  - en 1584, le transfert du duché d'Alençon à Henri de Navarre.

### Sous lesBourbons
On trouve cinq édits principaux constitutifs d'apanage, dont les deux premiers ont constitué l'apanage d'Orléans :
- Édit de juillet 1626, portant don à Gaston-Jean-Baptiste de France, frère de Louis XIII, du duché d'Orléans, de celui de Chartres et du comté de Blois, pour en jouir en apanage et les tenir en pairie ;
- Édit de mars 1661, pour l'apanage de Monsieur Philippe de France (1640-1701), frère de Louis XIV, composé des duchés d'Orléans, Valois et Chartres, avec la seigneurie de Montargis ;
- Édit de juin 1710, pour l'apanage de Charles de France, duc de Berry, petit-fils de Louis XIV, composé notamment du duché d'Alençon, de celui d'Angoulême et du comté de Ponthieu ;
- Édit d'avril 1771, donné par Louis XV, pour l'apanage de son petit-fils, Louis-Stanislas-Xavier de France, comte de Provence et futur Louis XVIII, comprenant le duché d'Anjou et le comté du Perche ;
- Édit d'octobre 1773, qui constitue en apanage à Charles-Philippe de France, comte d'Artois, frère de Louis XVIII et futur Charles X, le duché d'Auvergne, le duché d'Angoulème, auquel on a ajouté le duché de Berry par lettres patentes de juin 1773.

## Les règles de succession en matière d'apanages
Les règles de transmission des apanages connurent de nombreuses évolutions. L'accroissement du pouvoir royal mais aussi la personnalité des rois et des apanagistes jouèrent beaucoup dans la façon dont ces terres purent ou non se transmettre. C'est seulement à la fin du XVIe siècle et avec l'édit de Moulins que la situation se fixa. 

### Les règles générales
Au XIIIe siècle, la querelle entre Philippe III le Hardi et Charles Ier de Sicile à propos de la succession d'Alphonse de Poitiers établit les premiers principes. Le roi de Sicile — qui avait reçu de Saint Louis l'apanage d'Anjou en succession de son frère Jean — espérait en effet hériter des biens de cet autre frère. En 1283, un parlement statua que seule la descendance directe d'un apanagiste pouvait recueillir sa succession. Ses frères et sœurs n'y avaient aucun droit. 
Jusqu'à Philippe le Bel, les apanages étaient successibles tant par les hommes que par les femmes, comme dans le cas de l'Artois. À la mort de Robert II d'Artois en 1302, c'est ainsi sa fille aînée Mahaut d'Artois qui s'empare du comté, au détriment de ses deux frères cadets. Par la suite, le comté est transmis par les femmes à Philippe de Rouvres en 1347, puis à Louis de Mâle en 1382.
À partir de Philippe le Bel, les dispositions excluant le droit des filles à hériter des nouveaux apanages sont de plus en plus fréquentes. Elles n'ont cependant rien de systématiques. Jean Ier de Berry transmet, par sa fille, Marie, le duché d'Auvergne aux Bourbons. Les rapports politiques entre le roi et les princes apanagistes prennent souvent le pas sur les règles juridiques.

### Le cas bourguignon: un coup de force qui allait fonder un droit
En 1361, Philippe Ier de Bourgogne meurt sans aucun héritier en ligne masculine : ni fils, ni frère, ni oncle, ni cousin. Son testament prévoit que ses biens seront dévolus à ses plus proches parents en fonction des coutumes respectives de chaque fief. Le roi Jean II, qui connaît bien le duché pour en avoir été le co-régent entre 1350 et 1355, s'empare de cette terre à la faveur d'un accord avec deux des autres héritiers : Marguerite de France pour l'Artois et le comté de Bourgogne et Jean de Boulogne pour le comté de Boulogne. Tous trois craignent de voir le duché tomber entre les mains de Charles II de Navarre, allié de l'Angleterre. Jean II, fils d'une fille cadette de Robert II de Bourgogne, est donc déclaré plus proche parent de Philippe de Bourgogne, devant Charles de Navarre, petit-fils de la fille aînée de Robert II. 
Le roi proclame l’incorporation du duché au domaine royal en novembre 1361 mais annule cette décision après les remontrances des états de la province en décembre. Le 6 septembre 1363, le roi octroie le duché à son fils cadet Philippe le Hardi en pleine propriété et non sous forme d'apanage. Aux termes de cette donation, le duché est successible dans l'ensemble de la descendance de Philippe le Hardi, sans clauses de masculinité. L'acte est confirmé par Charles V le 2 juin 1364.
Pourtant, à la disparition de Charles le Téméraire, arrière-petit-fils de Philippe le Hardi, en 1477, la couronne refuse la dévolution du duché à la fille unique du duc, Marie de Bourgogne. La Bourgogne est donc envahie et Louis XI proclame la réunion du duché au domaine royal, faute d'hériter. 
Pour le parti bourguignon, cette décision est inadmissible pour deux raisons. Tout d'abord, le duché n'aurait jamais constitué un apanage. Jean II n'aurait pas recueilli la Bourgogne par déshérence mais par héritage : c'est comme plus proche parent qu'il en aurait hérité. Il aurait ensuite légué ce duché à un de ses fils après l'avoir conservé seulement deux ans et sans l'avoir réuni à la couronne. Une argumentation héraldique est développée à cette occasion, en montrant que Philippe le Hardi avait porté, dès son investiture comme duc de Bourgogne, des armes non pas simplement brisées comme c'était le cas lorsqu'il était comte apanagier de Tours, mais écartelées, montrant sa possession personnelle, pleine et entière du duché. La seconde ligne d'argumentation est que le roi de France avait été mis en situation de donner ce duché à son fils cadet par des femmes (sa mère Jeanne de Bourgogne et sa première femme Jeanne d'Auvergne). Refuser la dévolution à Marie de Bourgogne, au nom du principe de masculinité, est non seulement contraire à ce qui s'était produit pour Philippe le Hardi, mais revient à affirmer que le duché n'aurait même pas dû arriver entre les mains du roi Jean II. 
Du point de vue de Louis XI comme de François Ier, lors du traité de Madrid, l'extinction de la descendance masculine de Philippe le Hardi présente l'occasion de réunir au domaine royal la Bourgogne ducale et de neutraliser une dynastie devenue menaçante. Ils se comportent comme si cette province était revenue une première fois au domaine par absence d'héritier mâle sous Jean II le Bon, ce dernier se contentant de créer aussitôt un nouvel apanage qui doit suivre la règle de succession par les mâles. Il semble aujourd'hui que la saisie du duché n'ait été qu'un coup de force infondé en droit. Louis XI et ses successeurs ne pouvaient laisser échapper cette province stratégique, sise aux portes de l'Île-de-France. Par la suite, l'exclusion de la descendance féminine des apanagistes allait cependant devenir une norme légale.
Le caractère essentiellement opportuniste de la couronne et la faiblesse de sa position juridique dans l'affaire bourguignonne se révèlent particulièrement quand on compare la situation de 1477 avec celle de la branche aînée des Bourbons.

### L'édit de Moulins (1566)
C'est seulement avec l'édit de Moulins, en 1566, qu'un régime fixe et universel fut établi en matière d'apanages. 
L'article 1er déclare que le domaine royal ne peut pas être aliéné, excepté dans deux cas : en cas d'urgence financière, avec une option perpétuelle pour racheter le domaine ; et pour former un apanage, qui doit retourner à la couronne à l'extinction de la ligne masculine en son état original. L'apanagiste ne peut donc pas se séparer de son apanage de quelque façon.
L'article 2 définit le domaine selon deux critères. 
- Le domaine exprès, c'est-à-dire l'ensemble des terres de la couronne et celles qui lui sont adjointes par des actes de droit (traités de paix, déclaration de rattachement au domaine...).
- Le domaine tacite, c'est-à-dire l'ensemble des terres administrées pendant au moins dix ans selon les mêmes modalités que les terres de la couronne (administrées par des agents de la couronne et comptées sur les mêmes comptes que les autres terres de la couronne). Si une terre est en possession du roi de France, mais administrée comme un domaine distinct, elle peut donc être, en théorie, exempte de l'incorporation au domaine royal[9]. Le roi conserve donc un volant de terres d'acquisition récente qu'il peut utiliser pour des apanages plus souples, notamment sous forme de dot pour les filles.

## Équivalents étrangers
Au Royaume-Uni le prince héritier bénéficie des revenus du duché de Cornouailles, l'un des deux duchés royaux en Angleterre.